# Michnowo (Zimowiska)
Michnowo (kaszb. Michnowò, niem. Sommershagen) – nieoficjalny przysiółek wsi Zimowiska w Polsce położony w województwie pomorskim, w powiecie słupskim, w gminie Ustka.
W latach 1975–1998 miejscowość administracyjnie należała do województwa słupskiego.

## Nazwa
Nazwa jest tzw. chrztem nazewniczym i ma charakter pseudodzierżawczy. Powstała przez dodanie do nazwy osobowej Michno formantu dzierżawczego -owo. Niemiecka nazwa Sommershagen ma charakter dzierżawczy i jest złożeniem dwóch członów: nazwy osobowej Sommer oraz nazwy pospolitej Hagen „ogrodzenie, ogrodzony obszar”, ale mogła także powstać jako nazwa pseudorelacyjna, kontrastująca z sąsiednim Wintershagen (ob. Grabno i Zimowiska; Sommer „lato” – Winter „zima”.
Rada Języka Kaszubskiego proponuje kaszubską formę nazwy Michnowò.